# Palais de Charlemagne
Ne doit pas être confondu avec le palais d'Aix-la-Chapelle.
Le palais de Charlemagne est un édifice situé à Attigny, en France, construit à l'époque de la Renaissance française, sur les ruines d'un ancien palais carolingien.

## Description
L'édifice se réduit à un passage donnant place de Charlemagne, surmonté d'un étage et de combles. Le passage est agrémenté d'une voûte, de colonnettes, et de sculptures.

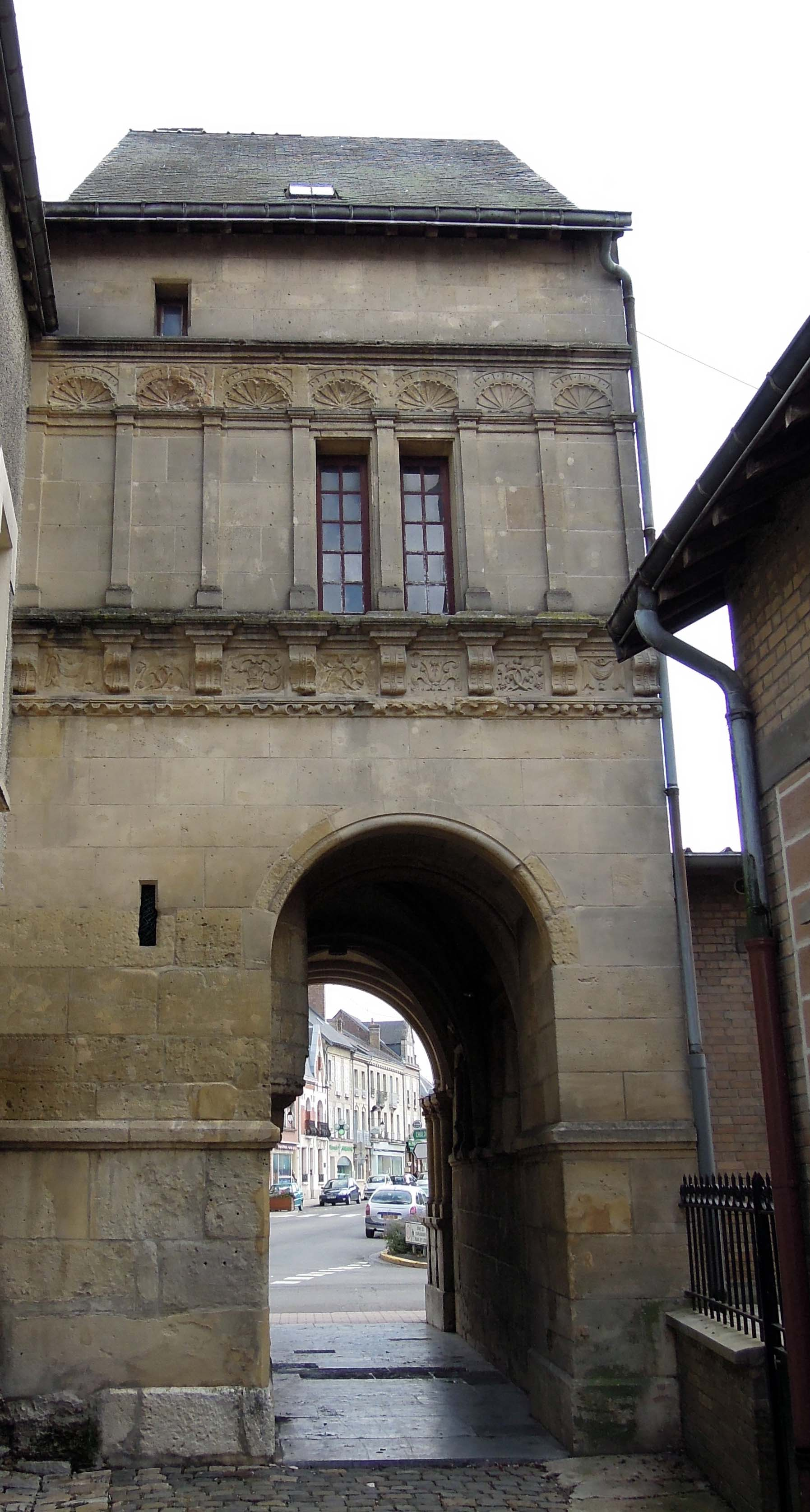
Vue de l'arrière.
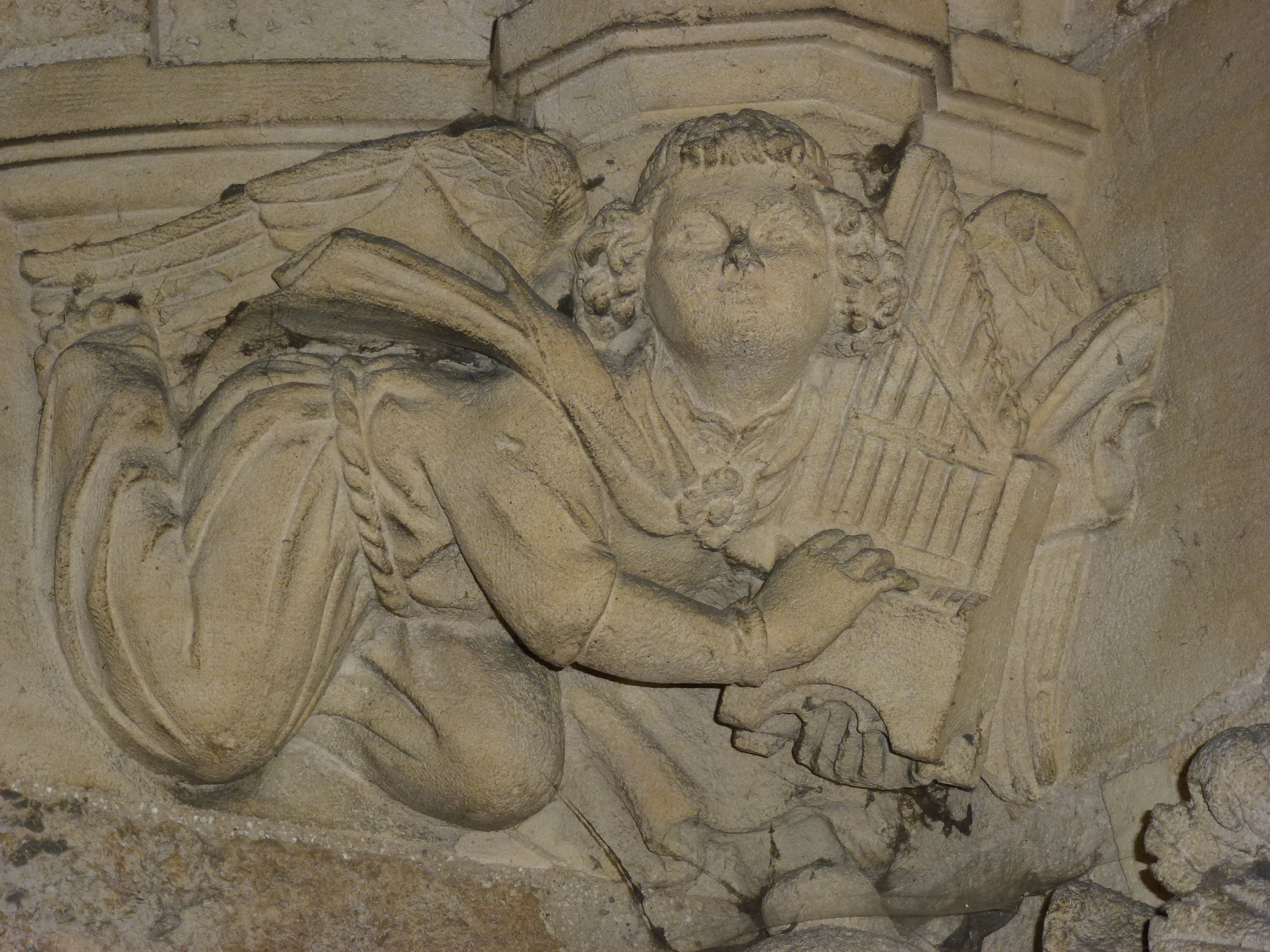
Détail d'une sculpture.
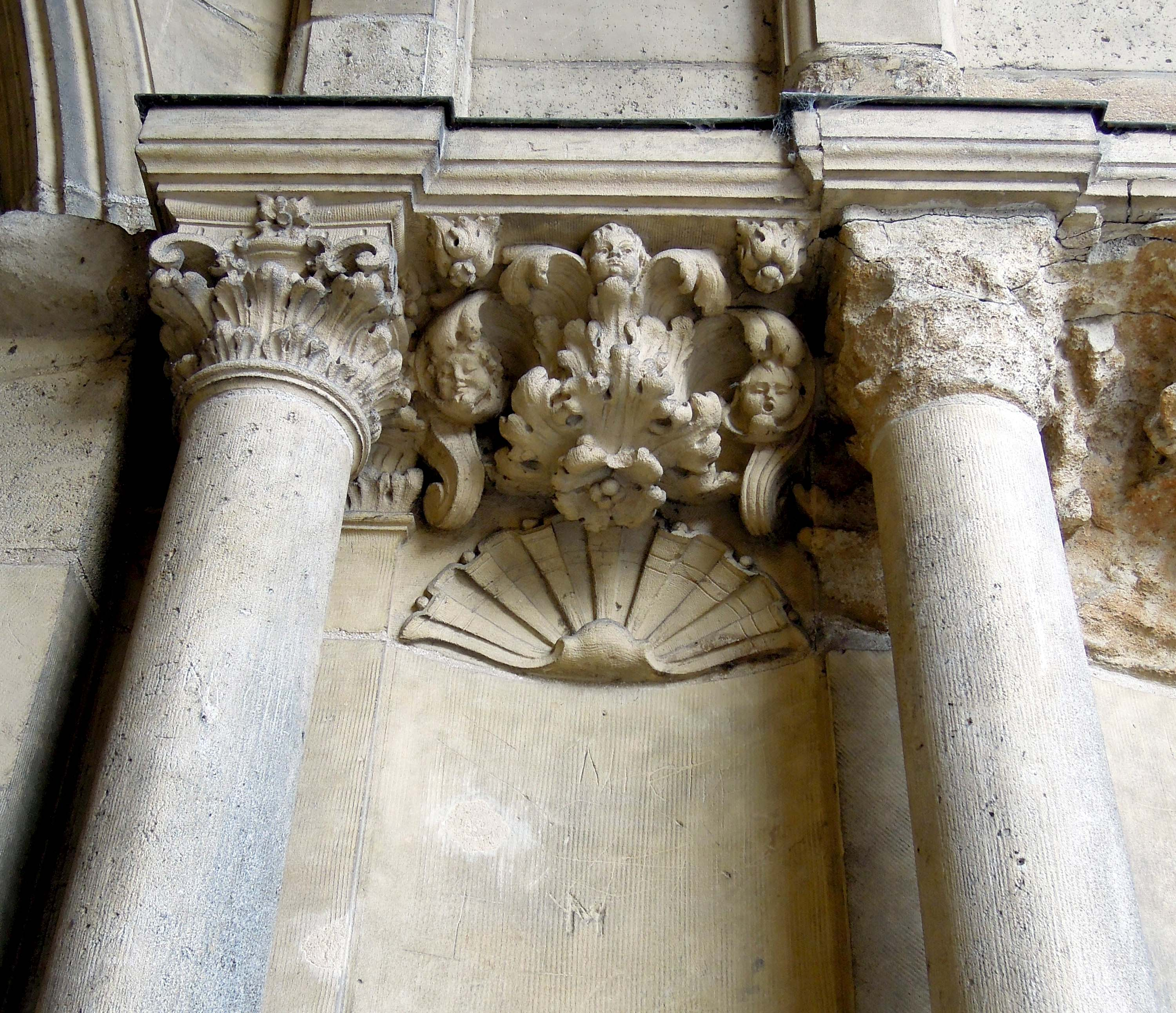
Colonnes.
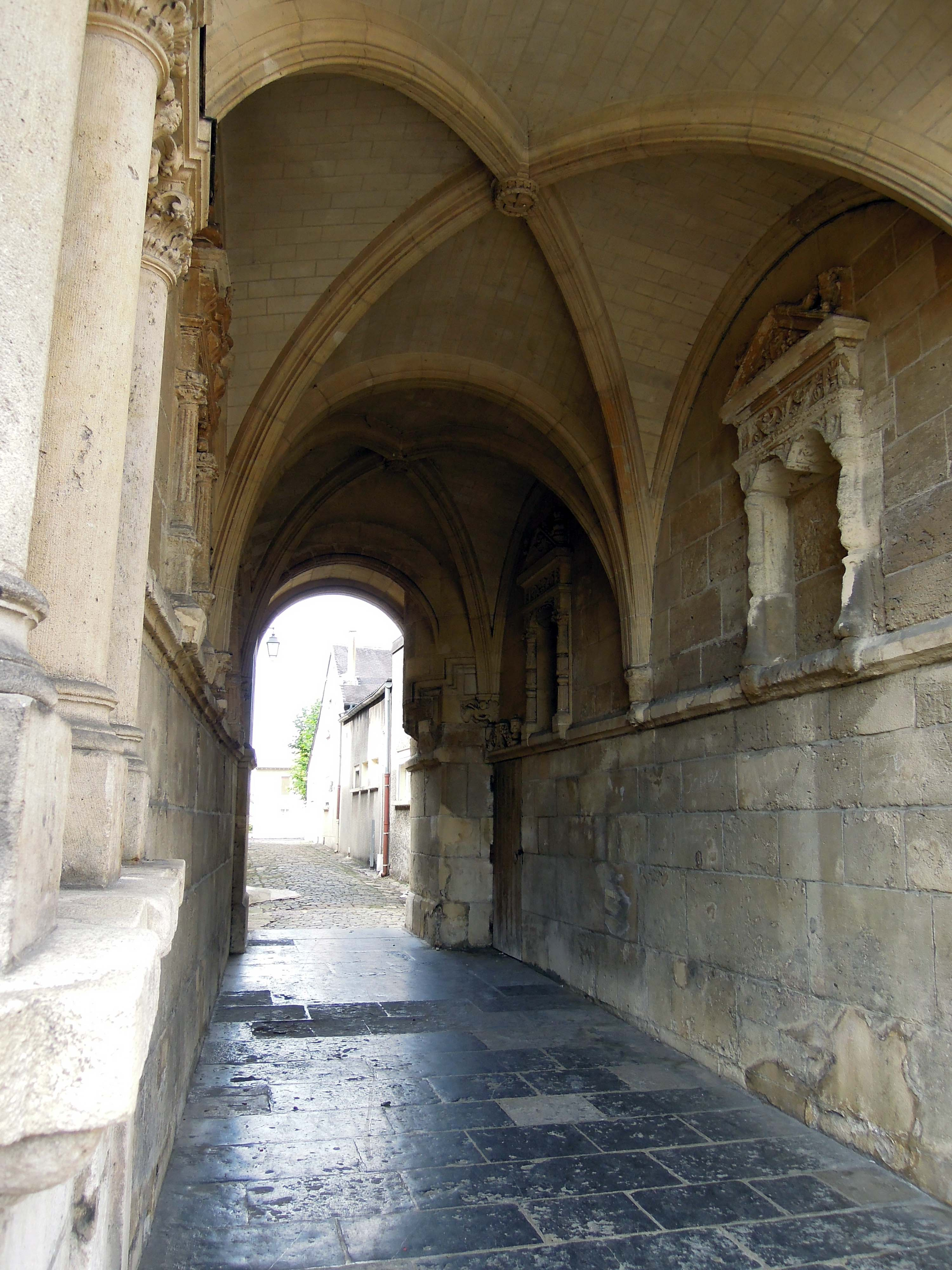
Voûte.

Du côté de la place Charlemagne, deux plaques placées à droite et à gauche rappellent les principaux événements associés à l'ancien palais carolingien, aujourd'hui disparu : l'acquisition du domaine, les assemblées générales de Francs, les conciles tenus sur place, les colloques de rois, etc.

## Localisation
Le palais est situé sur la commune d'Attigny, dans le département français des Ardennes.

## Historique
Le nom du bâtiment vient d'un ancien palais carolingien. Attigny est en effet un domaine  acquis par Clovis II en 651. À partir de 749, c'est une résidence du maire du palais Pépin le Bref. Celui-ci devient roi des Francs en 751, et cette résidence devient un de ses lieux de passage, un palais mais un palais au sein d'un domaine rural. Outre Pépin le Bref, plusieurs séjours de rois ou empereurs carolingiens sont consignés : Carloman Ier, Charlemagne bien sûr, Louis le Pieux, Charles II le Chauve, Louis III, Carloman II, Charles III le Gros, Charles III le Simple, et Raoul. C'est Charles le Chauve qui y a effectué les passages les plus fréquents, 23 passages. Charlemagne n'y a séjourné que 4 fois, dont deux fêtes de Noël. L'intérêt de ce palais découle de sa situation géographique située à proximité de la voie romaine Reims-Trèves. Ce palais constitue une étape  entre l'est et l'ouest du royaume franc, puis entre les royaumes de Francie occidentale et de Lotharingie. Il constitue également un lieu de rencontre entre des dirigeants de ces différentes contrées. Plusieurs assemblées, colloques et conciles se sont tenus ici. Le palais d'Attigny cesse d'être fréquenté par les rois de France après 931.
Il ne reste rien du palais carolingien. Le bâtiment, palais ou dôme de Charlemagne (qui a été présenté à une certaine époque comme un vestige de ce palais carolingien) est bien postérieur et a été construit sur ses ruines. Il date de la Renaissance française. Henri IV  y a probablement séjourné lors de ses deux passages à Attigny, en octobre 1591 et en octobre 1592.
L'édifice est classé au titre des monuments historiques en 1922.

### Sources
- Josiane Barbier, « Palais et fisc à l'époque carolingienne : Attigny », Bibliothèque de l'École des chartes, no 140,‎ 1982, p. 133-162 (lire en ligne).
- Octave Guelliot, Dictionnaire historique de l'arrondissement de Vouziers, t. I, Charleville-Mézières, Éditions Terres Ardennaises, 1997, 94 p. (ISBN 2-905339-36-5), « Attigny », p. 61-69.